# Матиас фон Бредов
Матиас фон Бредов (на немски: Matthias von Bredow; * пр. 1307; † сл. 1370) е благородник от род Бредов в Марк Бранденбург, фогт на Ратенов в Бранденбург.
Той е син на рицар Йохан фон Бредов († сл. 1289) и внук на	рицар Арнолд фон Бредов (* пр. 1251; † сл. 1267).
Матиас фон Бредов е 1356 г. като кемерер в свитата на маркграфа на Бранденбург Лудвиг Римлянина, 1360/1362 г. маркграфски кухненски майстер, управител на замък, земите и град Фризак в Бранденбург, фогт на Ратенов в Бранденбург.
Правнук му Йоахим фон Бредов († 1507) е епископ на Бранденбург (1485 – 1507).

## Фамилия
Матиас фон Бредов се жени за фон Цилинген и има с нея пет деца:
- Петер фон Бредов (* пр. 1331; † сл. 1365), рицар и камер-майстер, женен за София фон Ведел; имат син и внук Йоахим фон Бредов († 1507), епископ на Бранденбург (1485 – 1507).
- Якоб фон Бредов (* пр. 1331; † сл. 1356); има син
- Вилкин (Вилхелм) фон Бредов († сл. 13 януари 1368), женен за Мехтилд († сл. 1353)
- Матиас фон Бредов (* пр. 1307; † сл. 1320); има син
- дъщеря, омъжена за Ханс Каспар фон Валдов († сл. 1403)